# Vascão
El río Vascão (en portugués, rio Vascão o ribeira do Vascão) es un río del suroeste de la península ibérica perteneciente a la cuenca hidrográfica del Guadiana, que discurre por Portugal. 

## Toponimia
Según Adalberto Alves, en su Dicionário de Arabismos da Língua Portuguesa, el origen del topónimo Vascão es la palabra árabe baṣqa, «zona rocosa». Según otros estudiosos, la palabra árabe basqa significaría "zona de piedras negras".

## Curso
Afluente por la margen derecha del río Guadiana, durante la mayor parte de su curso sirve de límite entre las regiones de Alentejo y Algarve. Es el río portugués más largo entre los que no tienen presas u otras interrupciones artificiales. El río y sus alrededores están clasificados como sitio Ramsar.

## Fuente
- Esta obra contiene una traducción  derivada de «Rio Vascão» de Wikipedia en portugués, publicada por sus editores bajo la Licencia de documentación libre de GNU y la Licencia Creative Commons Atribución-CompartirIgual 4.0 Internacional.

- Datos: Q4105552